# Challenger de Tulsa
El torneo USTA Challenger of Oklahoma es un torneo profesional de tenis disputado en pistas de polvo de ladrillo. Pertenece al ATP Challenger Series. Se juega desde el año 2009 sobre tierra batida, en Tulsa, Estados Unidos.

## Palmarés

### Individuales
| Año  | Campeón        | Finalista       | Resultado           |
| ---- | -------------- | --------------- | ------------------- |
| 2011 | Bobby Reynolds | Michael McClune | 6–1, 6–3            |
| 2010 | Bobby Reynolds | Lester Cook     | 6–3, 6–3            |
| 2009 | Taylor Dent    | Wayne Odesnik   | 7–6(11–9), 7–6(7–4) |

### Dobles
| Año  | Campeones                       | Finalistas                      | Resultado |
| ---- | ------------------------------- | ------------------------------- | --------- |
| 2011 | David Martin Bobby Reynolds     | Sam Querrey Chris Wettengel     | 6–4, 6–2  |
| 2010 | Andrew Anderson Fritz Wolmarans | Brett Joelson Chris Klingemann  | 6–2, 6–3  |
| 2009 | David Martin Rajeev Ram         | Phillip Stephens Ashley Watling | 6–2, 6–2  |